# باب الدريب
باب الدريب حي عريق من أحياء حمص القديمة، وإحدى أبواب مدينة حمص وقد ورد لدى بعض المؤرخين باسم باب الدير ومن الممكن أنه باب الشام ويقع من الناحية الشرقية للسور ويتّجه نحو الشرق وموضعه الآن في وسط الطريق لشارع أحمد الرفاعي (مقابل جامع كعب الأحبار) الذي يتجه إلى بستان الديوان وهو الباب المؤدي إلى القرى الشرقية والجنوبية الشرقية من المدينة والأراضي الزراعية المجاورة بواسطة عدة طرق (دروب) ولعلّ اسمه أُخِذَ من هذا القصد. ونقش فوقه شعار السلطان نور الدين زنكي على شكل زهرة الزنبق وكان يسمّى بالباب الصغير ودخل منه الجيش العربي بقيادة أبي عبيدة بن الجرّاح وخالد بن الوليد. وأزالت البلدية الباب سنه 1925. من أبرز معالم هذا الحي جامع كعب الأحبار و جامع العصياتي و جامع أبو موسى الأشعري و حمام العصياتي.
منطقه باب الدريب من المناطق التي تعرضت للحصار و الاقتحام بالآليات في مدينة حمص خلال أحداث الأزمة السورية وقد سقط عدد من أبناء هذا الحي وتعرض معظمهم للتهجير نتيجة لها.